# Herskovits
A Herskovits szláv eredetű családnév. Apanév, amelyben a Herskó alaptag a cseh-szlovák Hereš szn-vel azonos, amely a német Hermann rövidülésének szláv becézője. A szláv nyelvekben „fiát” jelent az ics/vics végződés, így a név jelentése Herskó fia.

## Híres Herskovits nevű személyek
- Herskovits Eszter (1976) újságíró
- Herskovits Iván (1961) zenei szerkesztő, újságíró
- Herskovits Jenő (1889–1974) orvos, szakíró
- Herskovits Izidor (1894–1944) orvos, szakíró
- Herskovits Ferenc (1902–1935) orvos, szakíró, publicista, író
- Melville J. Herskovits (1895–1963) amerikai antropológus
- Herskovits Mózes (1859–?) rabbi
- Herskovits Pál (1930–) újságíró, a Magyar Rádió angol nyelvű adása munkatársa, Holokauszt-túlélő